# Cerrón
El Cerrón es una montaña del Sistema Central español situada en el cordal central de la sierra de Ayllón, en el término municipal de El Cardoso de la Sierra, al noroeste de la provincia de Guadalajara. Con sus 2197 metros de altitud es la tercera montaña más alta de la sierra de Ayllón, tras el pico del Lobo (2274 m s. n. m.) y Las Peñuelas (2211 m s. n. m.).

## Orografía
Consta de un pico principal y varias lomas y subsidiarios. De norte a sur, desde el collado de Canchos Buenos (2021 m s. n. m.), que conecta con el alto de la Majada de los Carneros (2079 m s. n. m.), hasta los collados de la Ortigosa (1996 m s. n. m.) y del Agua Fría (1995 m s. n. m.), que conecta con el pico Santuy (1927 m s. n. m.) y con el cerro del Picaño (2046 m s. n. m.), y con el Cerrón en medio, se extiende la loma del Agua Fría. Hacia el noreste desde el pico principal se extiende la loma de Cabeza Pinillo (2061 m s. n. m.). Al este del pico principal se eleva el Matarredonda (2065 m s. n. m.).

## Hidrografía
En sus faldas nacen varios arroyos que discurren hacia el sur hasta desembocar tras escaso recorrido en los ríos del Ermito, al oeste, y Berbellido, al este, donde se sitúan los puntos mínimos del Cerrón.

## Flora
La cumbre está prácticamente libre de vegetación salvo algunos matorrales. A mitad de la montaña se extienden a ambos lados sendos bosques de coníferas, principalmente pinos

## Cartografía
- Hoja 459-I a escala 1:25000 del Instituto Geográfico Nacional.

- Datos: Q5763479